# Hydrelia confluens
Hydrelia confluens är en fjärilsart som beskrevs av Fabricius sensu Hoffmann 1917. Hydrelia confluens ingår i släktet Hydrelia och familjen mätare. Inga underarter finns listade i Catalogue of Life.